# Ogieniowo
Ogieniowo (do 2012 Ogieniewo) – osada w Polsce położona w województwie wielkopolskim, w powiecie śremskim, w gminie Brodnica.
W latach 1975–1998 miejscowość administracyjnie należała do województwa poznańskiego.
Wieś położona przy drodze powiatowej nr 4062 z Iłówca do Psarskich.
W 2012 r. zmieniono urzędowo nazwę miejscowości z Ogieniewo na Ogieniowo.